# Trentepohlia angustilinea
Trentepohlia angustilinea là một loài ruồi trong họ Limoniidae. Chúng phân bố ở miền Australasia.